# William Hale (Regisseur)
William „Billy“ Hale (* 11. Juli 1931 in Rome, Georgia; † 10. Juni 2020 in Woodland Hills, Kalifornien) war ein US-amerikanischer Film- und Fernsehregisseur, der insbesondere durch SOS Titanic und Serien wie z. B. Die Leute von der Shiloh Ranch, FBI, Der Fall Mary Phagan und Die Straßen von San Francisco bekannt wurde. Er begann seine Karriere als Regisseur im Jahr 1955 und beendete sie im Jahr 1990.

## Filmografie (Auswahl)
- 1957: Die Türme
- 1963: Der wunderbare Zentralmarkt
- 1967: Schießerei in Abilene
- 1968: Reise nach Shiloh
- 1977: Großalarm
- 1979: S.O.S. Titanic
- 1981: Mord in Texas
- 1986: Rebell der Wüste
- 1988: Der Fall Mary Phagan
- 1988: Liberace